# Blue Neighbourhood
| Recensione    | Giudizio |
| ------------- | -------- |
| Rolling Stone |          |

Blue Neighbourhood è il primo album in studio del cantante australiano Troye Sivan, pubblicato il 4 dicembre 2015.

## Descrizione
Il 13 ottobre 2015 Sivan rivela che l'EP Wild sarebbe stato pubblicato come introduzione del suo album di debutto. Wild raggiunge in poche ore la prima posizione della classifica iTunes in dieci paesi, compresi gli Stati Uniti. Dopo la pubblicazione del singolo promozionale Talk Me Down, Sivan ha confermato che coloro che avessero comprato l'EP Wild avrebbero avuto diritto a uno sconto per l'acquisto di Blue Neighbourhood. Il 13 novembre 2015 viene pubblicato Youth come secondo singolo ufficiale. 
Viene in seguito confermata l'estrazione di Talk Me Down come terzo singolo ufficiale.
L'album debutta al settimo posto della Billboard 200 vendendo 65.000 nella prima settimana, diventando il suo terzo disco a debuttare tra i primi dieci posti. Fino ad aprile 2016, Blue Neighbourhood ha venduto 150.000 copie negli Stati Uniti.

## Tracce
Edizione standard
1. Wild – 3:48 (Troye Sivan Mellet, Alex Hope)
2. Fools – 3:40 (Troye Sivan Mellet, Alex Hope, Phillip "Pip" Norman)
3. Ease (feat. Broods) – 3:34 (Caleb Nott, Georgia Nott, Troye Sivan Mellet)
4. Talk Me Down – 3:57 (Troye Sivan Mellet, Bram Inscore, Brett McLaughlin, Alexandra Hughes, Emile Haynie)
5. Cool – 3:21 (Troye Sivan Mellet, Alex Hope)
6. Heaven (feat. Betty Who) – 4:21 (Jack Antonoff, Claire Boucher, Troye Sivan Mellet, Alex Hope)
7. Youth – 3:05 (Troye Sivan Mellet, Bram Inscore, Brett McLaughlin, Alexandra Hughes, Alex Hope)
8. Lost Boy – 3:43 (Alexandra Hughes, Bram Inscore, Troye Sivan Mellet, Brett McLaughlin)
9. For Him. (feat. Allday) – 3:29 (Alexandra Hughes, Bram Inscore, Tom Gaynor, Troye Sivan Mellet, Brett McLaughlin)
10. Suburbia – 3:53 (Alexandra Hughes, Bram Inscore, Troye Sivan Mellet, Brett McLaughlin)

Edizione deluxe
1. Wild – 3:48 (Troye Sivan Mellet, Alex Hope)
2. Bite – 3:06 (Alexandra Hughes, Bram Inscore, Troye Sivan Mellet, Brett McLaughlin)
3. Fools – 3:40 (Troye Sivan Mellet, Alex Hope, Phillip "Pip" Norman)
4. Ease (featuring Broods) – 3:34 (Caleb Nott, Georgia Nott, Troye Sivan Mellet)
5. The Quiet – 3:46 (Dann Hume, Troye Sivan Mellet)
6. DKLA (featuring Tkay Maidza) – 4:16 (Alex Hope, Alex JL Hiew, Jean Capotorto, Takudzwa Maidza, Troye Sivan Mellet)
7. Talk Me Down – 3:57 (Troye Sivan Mellet, Bram Inscore, Brett McLaughlin, Alexandra Hughes, Emile Haynie)
8. Cool – 3:21 (Troye Sivan Mellet, Alex Hope)
9. Heaven (featuring Betty Who) – 4:21 (Jack Antonoff, Claire Boucher, Troye Sivan Mellet, Alex Hope)
10. Youth – 3:05 (Troye Sivan Mellet, Bram Inscore, Brett McLaughlin, Alexandra Hughes, Alex Hope)
11. Lost Boy – 3:43 (Alexandra Hughes, Bram Inscore, Troye Sivan Mellet, Brett McLaughli)
12. For Him. (featuring Allday) – 3:29 (Alexandra Hughes, Bram Inscore, Tom Gaynor, Troye Sivan Mellet, Brett McLaughlin)
13. Suburbia – 3:53 (Alexandra Hughes, Bram Inscore, Troye Sivan Mellet, Brett McLaughlin)
14. Too Good – 3:44 (Troye Sivan Mellet, Alex Hope)
15. Blue (featuring Alex Hope) – 3:31 (Troye Sivan Mellet, Alex Hope)
16. Wild (XXYYXX Remix) – 3:32 (Troye Sivan Mellet, Alex Hope)

## Classifiche

### Classifiche settimanali
| Classifica (2015-16) | Posizione massima |
| -------------------- | ----------------- |
| Australia            | 6                 |
| Austria              | 49                |
| Belgio (Fiandre)     | 20                |
| Belgio (Vallonia)    | 140               |
| Canada               | 11                |
| Danimarca            | 19                |
| Finlandia            | 32                |
| Germania             | 73                |
| Irlanda              | 30                |
| Italia               | 78                |
| Norvegia             | 17                |
| Nuova Zelanda        | 3                 |
| Paesi Bassi          | 25                |
| Polonia              | 49                |
| Regno Unito          | 43                |
| Stati Uniti          | 7                 |
| Svezia               | 10                |
| Svizzera             | 66                |

### Classifiche di fine anno
| Classifica (2015) | Posizione |
| ----------------- | --------- |
| Australia         | 67        |
| Classifica (2016) | Posizione |
| Australia         | 60        |
| Danimarca         | 53        |
| Nuova Zelanda     | 45        |
| Stati Uniti       | 53        |